# Бой у Бейрута (1912)
Бой у Бейрута 24 февраля 1912 года — крупнейшее морское сражение итало-турецкой войны. В ходе боя два итальянских броненосных крейсера атаковали и без потерь уничтожили в гавани Бейрута (в то время — в составе Османской империи) два турецких боевых корабля — крайне устаревший броненосец и миноносец, а также потопили несколько невооружённых транспортов.

## Предыстория
После начала войны с Османской империей (сентябрь 1911 года) командование итальянским флотом беспокоила возможная опасность, которую представляли турецкие корабли, базировавшиеся в Бейруте, для итальянских конвоев с войсками, направлявшихся к Суэцкому каналу с подкреплениями для сил в Итальянской Восточной Африке и на основном театре боевых действий в Ливии. Уничтожение турецкого соединения было возложено на два броненосных крейсера под командованием контр-адмирала Паоло Таон ди Ривеля — «Джузеппе Гарибальди» и «Франческо Феруччио», которые находились в районе Тобрука. Оба крейсера уже получили в ходе этой войны боевой опыт, активно действуя против турецких береговых позиций и участвуя в высадке десанта.

## Силы сторон

«Джузеппе Гарибальди» (до 1906 года)

Под командованием Таон ди Ривеля находились два вполне современных (находившихся на тот момент в строю около 10 лет) и мощных броненосных крейсера. Оба корабля были однотипными, принадлежавшими к типу «Джузеппе Гарибальди», корабли которого («Касуга» и «Ниссин») хорошо проявили себя в составе японского флота во время Русско-японской войны. Некоторые источники указывают, что в бою у Бейрута участвовал не «Феруччио», а «Варезе», крейсер того же типа.
Вооружение обоих итальянских крейсеров было, по стандартам 1912 года, очень сильным для кораблей такого класса. Каждый корабль имел 1 254-мм, 2 203-мм, 14 152-мм и 10 76-мм орудий современного образца, не считая орудий более мелкого калибра (47-мм). 4 торпедных аппарата калибра 457 мм дополняли их вооружение. Водоизмещение крейсеров этого типа достигало 7800 тонн.
Турецкие ВМС в Бейруте были представлены слабыми силами. Единственным крупным кораблём был казематный броненосец (в некоторых источниках значившийся как броненосный фрегат или корвет) «Ауни-Аллах» (тур. Avnillah), построенный в Великобритании в 1869 году вместе с однотипным «Муини-Зафер». Он прошёл в 1907 году модернизацию, но всё равно оставался крайне устаревшим, слабым и тихоходным кораблём. Его вооружение составляли 4 150-мм (по другим данным сняты), несколько 57-мм и малокалиберных орудия и 1 торпедный аппарат; водоизмещение составляло лишь 2360 тонн. Боевая ценность «Ауни-Аллах» была настолько малой, что он мог использоваться лишь как канонерская лодка.
Вторым боевым кораблём в Бейруте был миноносец «Анкара» (тур. Angora) — корабль современный (1906 года постройки), но вооружённый лишь 2 37-мм орудиями и 2 торпедными аппаратами и с водоизмещением только 160 т (примечательно, что миноносец был построен в Италии). Два этих корабля не были способны оказать никакого реального сопротивления двум итальянским броненосным крейсерам, превосходившим их по огневой мощи во много раз. Вдобавок, «Гарибальди» и «Феруччио» обладали подавляющим превосходством в скорости хода и дальнобойности орудий.
В гавани также находились несколько транспортов, в том числе лихтеры, ошвартованные вместе. Турецкое соединение не имело общего командующего.

## Итальянскийультиматум
Утром 24 февраля итальянское соединение подошло к Бейруту. Итальянцы, как только турецкие корабли стали видны, дали холостой выстрел. Командир «Ауни-Аллах» выслал к ним шлюпку с парламентёрами для переговоров и поднял на своём корабле флажный сигнал о перемирии, отдав в то же время приказ «Анкаре» отойти под прикрытие внешнего мола.
В 07:30 Таон ди Ривель отослал турецкую делегацию обратно с требованием немедленной сдачи к 09:00, причём ультиматум был адресован вали́ (градоначальнику) Бейрута. Вали получил это послание лишь в 08:30 и принял решение о сдаче, но его ответ до итальянцев к 09:00 доведён не был. Таон ди Ривель же, не получив ответа к назначенному времени, начал бой.

## Бой

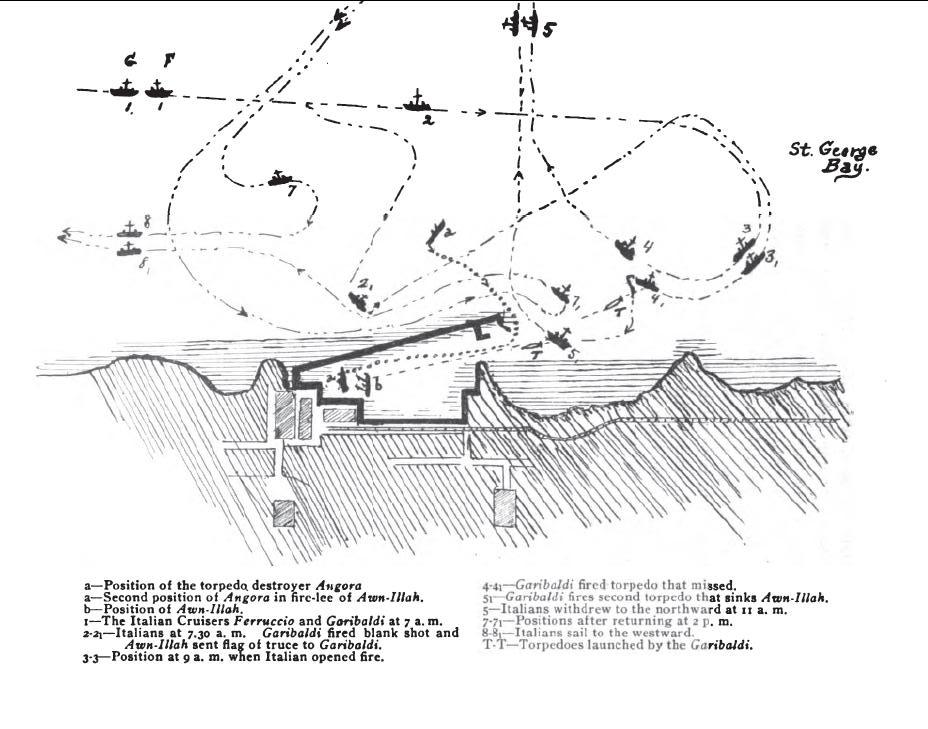
Схема маневрирования кораблей в бою у Бейрута

Итальянцы открыли огонь по «Ауни-Аллах» около 09:00 с дистанции 6000 м. Турки ответили, но безрезультатно, а уже через 5 минут после начала боя попадания итальянских снарядов вызвали на турецком корабле сильный пожар. Команда начала покидать тяжело повреждённый корабль и на нём был спущен флаг, что означало сдачу. «Гарибальди», без малейших помех приблизившись до 600 м, попытался добить вышедший из строя «Ауни-Аллах» торпедой, но торпеда, отклонившись от курса, попала в стоявшие компактно лихтеры, потопив 6 из них. Крейсер выпустил вторую торпеду, которая попала «Ауни-Аллах» у миделя, после чего броненосец стал быстро погружаться. «Гарибальди» также вёл артиллерийский огонь по «Анкаре», но стрельба, хотя и велась с близкой дистанции, оказалась безрезультатной. К 11:00, когда «Ауни-Аллах» сел на грунт, итальянские крейсера покинули гавань курсом на север.
Около 13:45 крейсера снова вошли в гавань и «Феруччио» артиллерийским огнём в течение 3 минут потопил остававшийся там турецкий миноносец. После этого оба крейсера отошли на запад.

## Итоги

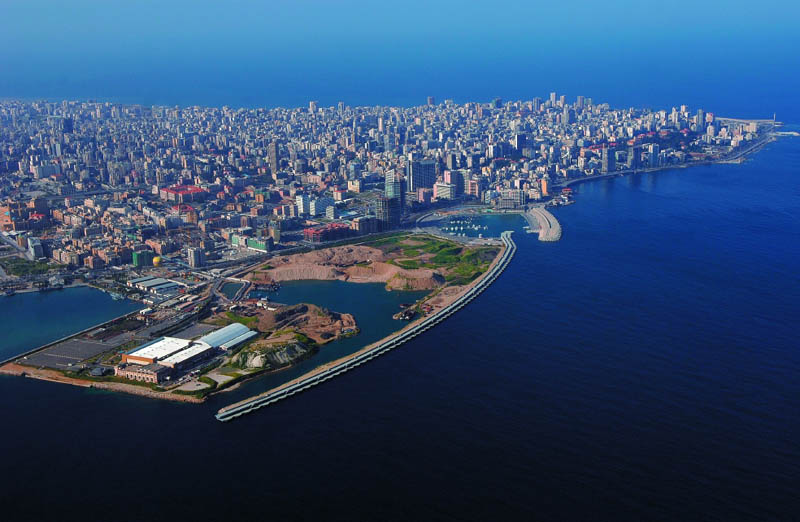
Гавань Бейрута, современное состояние

Бой окончился быстрым потоплением обоих турецких кораблей и 6 лихтеров. Исход сражения, учитывая абсолютное превосходство итальянцев по боевой мощи, был практически предопределён заранее. Полные потери турок неизвестны, но только «Ауни-Аллах» потерял 58 убитыми (из них 3 офицера) и 108 ранеными, вдобавок итальянские снаряды, перелетавшие через турецкие корабли в город, нанесли Бейруту значительный ущерб и вызвали гибель 66 гражданских лиц. Итальянские же корабли обошлись без каких-либо повреждений и не имели потерь личного состава — в ходе боя в них не попал ни один турецкий снаряд.
После боя любая угроза со стороны турецкого флота итальянским конвоям была устранена (впрочем, она и до сражения была весьма невелика). Итальянский флот обеспечил себе полное господство на море, которое стало одним из важных факторов, приведших к победе Италии в войне. Успешный набег Таон ди Ривеля на Бейрут нанёс серьёзный моральный ущерб Османской империи, власти которой после этого боя приняли решение о срочной высылке из ближневосточных районов империи проживавших там итальянских подданных (около 60 тыс. чел.).